# Diploschistes farinosus
Diploschistes farinosus är en lavart som först beskrevs av Anzi, och fick sitt nu gällande namn av Vezda 1974. Diploschistes farinosus ingår i släktet Diploschistes och familjen Thelotremataceae.   Inga underarter finns listade i Catalogue of Life.